# 벤츄리 페티쉬

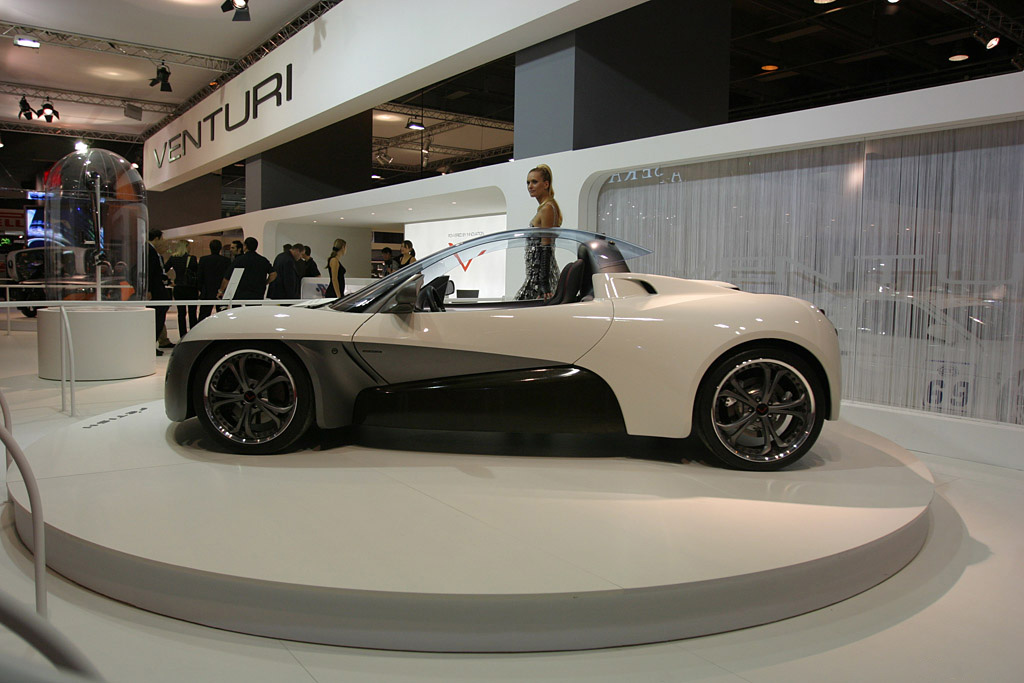

벤츄리 페티시(Venturi Fétish)는 벤츄리에서 제작한 세계 최초의 이인승 전기 스포츠카이다. 이 자동차는 전기 자동차임에도 기존의 내연기관 스포츠카에 비해 전혀 손색없는 300마력의 출력을 내고, 60마일까지의 도달시간도 4.5초의 기록을 가지고 있다. 최고속도는 시속 170킬로미터(시속 105마일)에 불과하지만, 하나의 기어만을 가지고 있다는 점을 고려하면 훌륭한 성능을 보이고 있다고 평가받는다.
벤츄리 페티시의 장점 중 하나는 전 속도 구간에 걸쳐 항상 245마력의 출력을 낼 수 있다는 점이다. 이는 내연기관의 엔진 출력은 특정 엔진 회전수에서 최고치에 도달하는 것과 비교하면 매우 매력적인 요인이다.
벤츄리 페티시의 동력 전달 장치는 AC 프로펄션(AC Propulsion)에서 설계하고 제작했다. 소비자 가격은 5십만달러이다.